# Gomphus hodgesi
Gomphus hodgesi är en trollsländeart som beskrevs av James George Needham 1950. Gomphus hodgesi ingår i släktet Gomphus och familjen flodtrollsländor. IUCN kategoriserar arten globalt som nära hotad. Inga underarter finns listade i Catalogue of Life.